# Biserica Catolică din Polonia
Biserica Catolică din Polonia este biserica cu cei mai mulți adepți din Polonia.
Istoria acesteia începe în anul 966, când Polonia a adoptat religia catolică latină.